# معادلات ماکسول
معادلات ماکسوِل، معادله‌های دیفرانسیل با مشتقات جزئی هستند که به‌همراه قانون نیروی لورنتس، مبانی الکترومغناطیس کلاسیک، اپتیک کلاسیک، و مدارهای الکتریکی را تشکیل می‌دهند. این معادلات، مدل ریاضی فناوری‌های الکتریکی، اپتیکی، و رادیویی مانند تولید توان الکتریکی، موتورهای الکتریکی، مخابرات بی‌سیم، رادار، عدسی‌ها، و ... را ارائه می‌کنند. معادلات ماکسول، چگونگی تولید شدن میدان‌های الکتریکی و مغناطیسی را توسط بارها و جریان‌های الکتریکی، و نیز تولید شدن یکی از این میدان‌ها با تغییر میدان دیگر را توصیف می‌کنند.
این معادله‌ها اولین بار توسط فیزیکدان اسکاتلندی جیمز کلارک ماکسول فرمول‌بندی شده‌اند. انواع فرمول‌بندی برای این معادله‌ها می‌توان ارائه داد. خود ماکسول این معادلات را در قالب هشت معادله ارائه کرده‌بود، ولی مشهورترین فرمول‌بندی را اُلیوِر هِوی‌ساید (Heaviside) ارائه کرد که دو فرم دیفرانسیلی و انتگرالی دارد.
فرم هوی‌ساید این معادله‌ها عبارت هستند از:
| نام معادله                                    | معادلهٔ دیفرانسیلی                                                                                   | معادلهٔ انتگرالی |
| --------------------------------------------- | --------------------------------------------------------------------------------------------------- | --- |
| قانون گاوس                                    | {\displaystyle \nabla \cdot \mathbf {D} =\rho }                                                     | {\displaystyle \oint _{S}\mathbf {D} \cdot d\mathbf {A} =\int _{V}\rho dV}                                                                              |
| نبودن تک‌قطبی مغناطیسی (قانون گاوس در مغناطیس) | {\displaystyle \nabla \cdot \mathbf {B} =0}                                                         | {\displaystyle \oint _{S}\mathbf {B} \cdot d\mathbf {A} =0}                                                                                             |
| قانون القای فارادی                            | {\displaystyle \nabla \times \mathbf {E} =-{\frac {\partial \mathbf {B} }{\partial t}}}             | {\displaystyle \oint _{C}\mathbf {E} \cdot d\mathbf {l} =-\ {d \over dt}\int _{S}\mathbf {B} \cdot d\mathbf {A} }                                       |
| قانون آمپر به‌همراه مکمل ماکسول                | {\displaystyle \nabla \times \mathbf {H} =\mathbf {J} +{\frac {\partial \mathbf {D} }{\partial t}}} | {\displaystyle \oint _{C}\mathbf {H} \cdot d\mathbf {l} =\int _{S}\mathbf {J} \cdot d\mathbf {A} +{d \over dt}\int _{S}\mathbf {D} \cdot d\mathbf {A} } |

در اینجا {\displaystyle \rho } چگالی بار الکتریکی، {\displaystyle \mathbf {J} } چگالی جریان الکتریکی،
{\displaystyle \mathbf {E} } شدت میدان الکتریکی، {\displaystyle \mathbf {B} } چگالی شار مغناطیسی و
{\displaystyle \mathbf {D} } و {\displaystyle \mathbf {H} } میدانهایی هستند که توسط چگالی قطبش الکتریکی و مغناطیسی (به ترتیب {\displaystyle \mathbf {P} } و {\displaystyle \mathbf {M} }) در ماده تعریف می‌شوند. در صورتی که ماده خطی باشد:
{\displaystyle \mathbf {P} =\chi _{e}\varepsilon _{0}\mathbf {E} }
{\displaystyle \mathbf {M} =\chi _{m}\mathbf {H} }
و برای این دو میدان به دست می‌آوریم:
{\displaystyle \mathbf {D} \ \ =\ \ \varepsilon _{0}\mathbf {E} +\mathbf {P} \ \ =\ \ (1+\chi _{e})\varepsilon _{0}\mathbf {E} \ \ =\ \ \varepsilon \mathbf {E} }
{\displaystyle \mathbf {B} \ \ =\ \ \mu _{0}(\mathbf {H} +\mathbf {M} )\ \ =\ \ (1+\chi _{m})\mu _{0}\mathbf {H} \ \ =\ \ \mu \mathbf {H} }

## فرم تنسوری
فرم تنسوری چهاربعدی این معادلات این گونه است:
{\displaystyle \partial _{\mu }F^{\nu \mu }=4~\pi J^{\nu }\,}
{\displaystyle \partial _{[}{\mu }F_{\nu \lambda ]}=0\,}
معادله دوم به اتحاد بیانکی (Bianchi) مشهور است.

## معادلات ماکسول

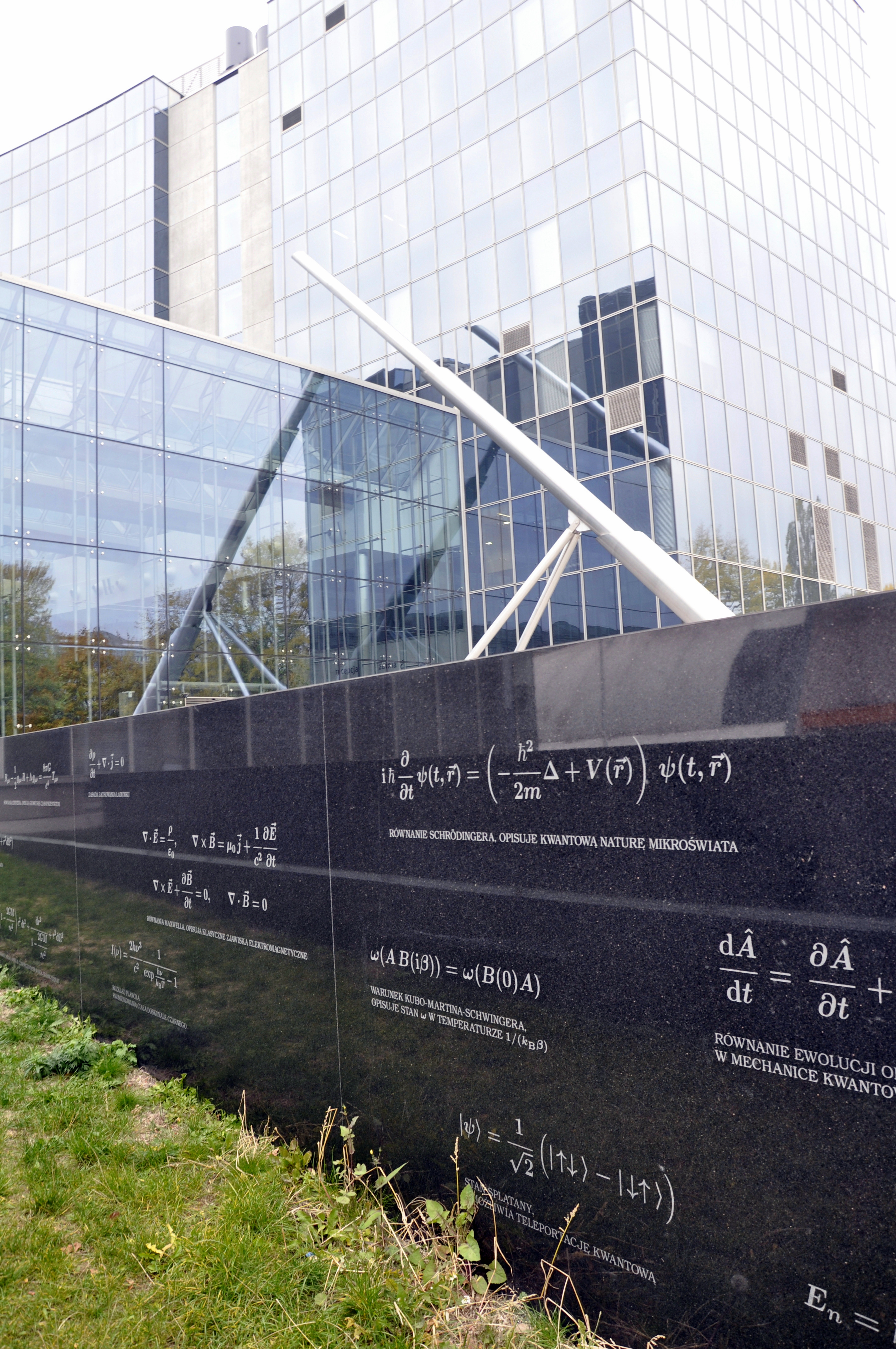
معادلات ماکسول (وسط - چپ) به عنوان یک بنای تاریخی در مقابل مرکز دانشگاه ورشو از فناوری‌های جدید برجسته.

معادلات ماکسول به افتخار فیزیکدان و ریاضیدان اسکاتلندی جیمز کلارک ماکسوِل نامگذاری شده است، زیرا در شکل اولیه، آن‌ها همگی در مقاله ای چهار بخشی از سوی او در میان سال‌های ۱۸۶۱ و ۱۸۶۲ منتشر شده‌است . فرم ریاضی قانون نیروی لورنتس نیز در این مقاله ظاهر شد . این معادلات انتشار امواج در خلاء با یک سرعت ثابت را توصیف می‌کنند. ماکسول همچنین نشان داد که این سرعت هم اندازه سرعت نور است و به درستی حدس زد که نور مانند امواج رادیویی و اشعه X، گونه ای از تابش الکترومغناطیسی و در محدوده طول موج های خاص است. معادلات ماکسول توصیف می‌کنند که میدان‌های الکتریکی و مغناطیسی چگونه تولید می‌شوند و با بار و جریان در تغییر هستند. نوشتن معادلات ماکسول به اشکال دیگر که هنوز هم "معادلات ماکسول" نامیده می‌شوند اغلب مفید است. در مکانیک کوانتوم، نسخه ای که بر اساس پتانسیل‌های الکتریکی و مغناطیسی هستند ترجیح داده می‌شود. از آنجا که معادلات ماکسول دلالت بر سرعت ثابت نور دارند، آن‌ها مدت‌ها معتقد بودند که فقط برای یک ناظر ساکن با توجه به فرض «اِتِر» معتبرند. اینشتین، در تئوری نسبیت خاص خود نظریه‌ای به جای معادلات ماکسول داد که برای ناظر دلخواه (ساکن و متحرک) معتبر بود ، و نشان داد که این مفاهیم از نظر فیزیکی مستقل از فضا و زمان ناظر است. با این حال، از اواسط قرن ۲۰ مشخص شده بود که معادلات ماکسول قوانین دقیق جهانی نیستند اما تقریب دقیق تر از نظریه اساسی الکترودینامیک کوانتومی هستند.

## توضیح مفهومی
به صورت مفهومی، معادلات ماکسول توصیف می‌کنند که چگونه بارها و جریان‌های الکتریکی به عنوان منابع برای میدان‌های الکتریکی و مغناطیسی عمل می‌کنند . علاوه بر این، توضیح می‌دهند که چگونه یک میدان الکتریکی متغیر با زمان یک میدان مغناطیسی متغیر با زمان تولید می‌کند و برعکس. (برای توصیف ریاضی این قوانین پایین را ببینید.) دو تا از این معادلات، قانون گاوس و قانون گاوس در مغناطیس، توصیف می کنند که چگونه میدان‌ها از بارها سرچشمه می‌گیرند. (برای میدان مغناطیسی، بار مغناطیسی وجود ندارد.). دو معادله دیگر توصیف می‌کنند که چگونه میدان به دور منابع خود در گردش است؛ میدان مغناطیسی در اطراف جریان‌های الکتریکی در قانون آمپر اصلاح شده توسط ماکسول، و میدان الکتریکی در اطراف میدان‌های مغناطیسی در قانون فارادی می‌گردد.

## قانون گاوس
قانون گاوس ارتباط میدان الکتریکی و بارهای الکتریکی را توصیف می‌کند که به موجب آن خطوط میدان الکتریکی از بار مثبت به سوی بار منفی است. خطوط میدان الکتریکی از بار الکتریکی مثبت شروع شده و به بار منفی می رسند. تعداد خطوط میدان گذرنده از یک سطح بسته مانند یک پوسته کروی، بیانگر کل بار داخل توسط آن سطح بسته است.

## قانون مغناطیسی گاوس
قانون مغناطیسی گاوس بیان می‌کند که هیچ بار مغناطیسی (تک قطبی مغناطیسی) وجود ندارد. به جای آن، میدان مغناطیسی ناشی از چیزی به نام دو قطبی مغناطیسی پدید می آید. دو قطبی های مغناطیسی به عنوان حلقه‌های جریان فرض شده، اما جداناپذیر به یکدیگر متصل می‌شوند، و هیچ بار مغناطیسی خالصی وجود ندارد. این قانون (معادله) می‌گوید که خطوط میدان مغناطیسی نه شروع می‌شوند و نه پایان می پذیرند. به عبارت دیگر، هر خط میدان مغناطیسی که وارد یک حجم می‌شوند باید در جایی از آن خارج شوند. معادل فنی جملات این است که مجموع شار مغناطیسی در هر سطح گاوسی، صفر است، یا این که میدان مغناطیسی یک میدان برداری سُلِنوئیدی است.

## قانون فارادی
قانون فارادی توصیف می‌کند که چگونه میدان مغناطیسی متغیر با زمان یک میدان الکتریکی تولید (القاء) میکند. القای الکترومغناطیسی اساس کار ژنراتورهای الکتریکی است. به عنوان مثال، چرخش یک آهنربا باعث ایجاد تغییر میدان مغناطیسی و باعث تولید میدان الکتریکی در نزدیکی یک سیم می شود.

## قانون آمپر با تصحیح ماکسول

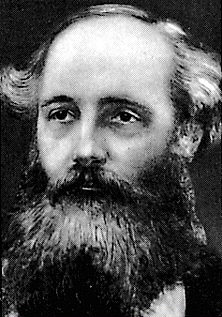
نگاره جیمز ماکسول

قانون آمپر تصحیح شده توسط ماکسول بیان می‌کند که میدان مغناطیسی را می‌توان به دو روش تولید کرد؛ با جریان الکتریکی (قانون آمپر) و با تغییر میدان الکتریکی با زمان (این تصحیح ماکسول بود). تصحیح ماکسول در قانون آمپر بسیار مهم است و نشان می دهد که نه تنها نتیجه تغییر میدان مغناطیسی القای میدان الکتریکی است، بلکه تغییر الکتریکی نیز موجب القای میدان مغناطیسی است. بنابراین، این معادلات به امواج الکترومغناطیسی اجازه می‌دهد در فضا منتشر شود. سرعت محاسبه شده برای امواج الکترومغناطیسی، دقیقاً منطبق با سرعت نور و در واقع، نور یک شکل از امواج الکترومغناطیسی است. ماکسول ارتباط بین امواج الکترومغناطیس و نور را در سال ۱۸۶۱ و به دنبال آن الکترومغناطیس و اپتیک یکپارچه را دریافت.

## ارتباط فرمول‌های دیفرانسیلی و انتگرالی
فرمولهای معادلات دیفرانسیل و انتگرال ازنظر ریاضی معادل هستند. با قضیه دیورژانس در مورد قانون گوس و قانون گاوس برای مغناطیس، و توسط قضیه استوکس در مورد قانون فارادی و قانون آمپر. هر دو فرمول دیفرانسیلی و انتگرالی مفید هستند. فرمول انتگرالی اغلب می‌تواند به سادگی و به‌طور مستقیم محاسبه میدان از توزیع متقارن بارها و جریان مورد استفاده قرار گیرد. از سوی دیگر، فرمول دیفرانسیلی نقطه شروع طبیعی تر برای محاسبه میدان در موقعیت‌های پیچیده تر (کمتر متقارن) است، مثلاً با استفاده از تجزیه و تحلیل اِلِمان‌های محدود.

## معادلات ماکسول در خلاء، امواج الکترومغناطیسی و سرعت نور
در یک منطقه بدون بار (0= ρ) و بدون جریان (J = 0) مانند خلاء، معادلات ماکسول به‌صورت زیر درمی‌آیند:
{\displaystyle {\begin{aligned}\nabla \cdot \mathbf {E} &=0\quad &\nabla \times \mathbf {E} =\ -&{\frac {\partial \mathbf {B} }{\partial t}}\\\nabla \cdot \mathbf {B} &=0\quad &\nabla \times \mathbf {B} ={\frac {1}{c^{2}}}&{\frac {\partial \mathbf {E} }{\partial t}}.\end{aligned}}}
جایی که {\displaystyle c=2.99792458\times 10^{8}m/s}
سرعت نور در خلا است.
با استفاده از معادلات کِرل می‌توان معادلات موج را به‌دست آورد:
{\displaystyle {\frac {1}{c^{2}}}{\frac {\partial ^{2}\mathbf {E} }{\partial t^{2}}}-\nabla ^{2}\mathbf {E} =0,\quad {\frac {1}{c^{2}}}{\frac {\partial ^{2}\mathbf {B} }{\partial t^{2}}}-\nabla ^{2}\mathbf {B} =0}
به عبارت دیگر، B و E معادله موج را برآورده می‌کنند. علاوه بر این، E و B در جهت انتشار موج، عمود بر یکدیگر و هم‌فاز هستند. امواج تخت (Plane waves)، یک پاسخ خاص این معادلات است.
معادلات ماکسول توضیح می‌دهند که چگونه این امواج می‌تواند در فضا انتشار یابند. تغییر میدان مغناطیسی باعث تغییر میدان الکتریکی، بر اساس قانون فارادی، می‌شود. در حالی که تغییر میدان الکتریکی هم باعث تغییر میدان مغناطیسی، طبق قانون تصحیح‌شدهٔ آمپر- ماکسول، می‌شود؛ این چرخه دائمی، که به عنوان تابش الکترومغناطیسی شناخته می‌شود، باعث می‌شود امواج الکترومغناطیسی در فضا با سرعت c حرکت کنند.

## معادلات در سیستم یکاهای گاوسی
دستگاه یکاهای گاوسی یک دستگاه یکای پراستفاده، و زیرمجموعه‌ای از دستگاه سانتیمتر-گرم-ثانیه (CGS) است. استفاده از واحدهای گاوسی منجر به تعییر شکل ظاهری معادلات ماکسول می‌شود. معادلات ماکسول در دستگاه گاوسی چنین هستند:
| نام                                 | معادلات میکروسکوپیک | معادلات ماکروسکوپیک |
| ----------------------------------- | --- | --- |
| قانون گاوس                          | {\displaystyle \nabla \cdot \mathbf {E} =4\pi \rho _{\mathrm {tot} }}                                                                                | {\displaystyle \nabla \cdot \mathbf {D} =4\pi \rho _{\mathrm {f} }}                                                                                |
| قانون مغناطیسی گاوس                 | {\displaystyle \nabla \cdot \mathbf {B} =0} | مانند معادله میکروسکوپیک |
| معادله ماکسول-فارادی (القای فارادی) | {\displaystyle \nabla \times \mathbf {E} =-{\frac {1}{c}}{\frac {\partial \mathbf {B} }{\partial t}}}                                                | مانند معادله میکروسکوپیک |
| قانون آمپر (با اصلاح ماکسول)        | {\displaystyle \nabla \times \mathbf {B} ={\frac {1}{c}}{\frac {\partial \mathbf {E} }{\partial t}}+{\frac {4\pi }{c}}\mathbf {J} _{\mathrm {tot} }} | {\displaystyle \nabla \times \mathbf {H} ={\frac {1}{c}}{\frac {\partial \mathbf {D} }{\partial t}}+{\frac {4\pi }{c}}\mathbf {J} _{\mathrm {f} }} |

## میکروسکوپی در مقابل ماکروسکوپی
نوع میکروسکوپی معادله ماکسول بیان‌گر میدان الکتریکی E و میدان مغناطیسی B در بار کل و جریان کل حاضر (شامل بارها و جریان‌ها در سطح اتمی) است و صورت عمومی معادلات ماکسول و یا "معادلات ماکسول در خلاء "نامیده می‌شود. نوع ماکروسکوپی معادله ماکسول به همان اندازه عمومی است. برخلاف معادلات "میکروسکوپی"، آن عامل به بار و جریان محدود برای به دست آوردن معادله‌ای که فقط به بار و جریان آزاد بستگی دارد است. هزینه این فاکتور این است که زمینه‌های اضافی، جابجایی میدان D و میدان مغناطیسی H، تعریف می‌شوند که نیاز به تعیین دارند. معادلات تشکیل دهنده پدیدارشناسانه به زمینه‌های اضافی میدان الکتریکی E و میدان مغناطیسی B، اغلب از طریق یک رابطه خطی ساده مرتبط هستند.

## میدان‌های کمکی، قطبش و خاصیت مغناطیسی
میدان‌های کمکی عبارتند از:
{\displaystyle \mathbf {D} (\mathbf {r} ,t)=\varepsilon _{0}\mathbf {E} (\mathbf {r} ,t)+\mathbf {P} (\mathbf {r} ,t)}
{\displaystyle \mathbf {H} (\mathbf {r} ,t)={\frac {1}{\mu _{0}}}\mathbf {B} (\mathbf {r} ,t)-\mathbf {M} (\mathbf {r} ,t),}
که در آن P قطبش و M مغناطش است که در حضور بار مقیَّد (Bound charge) و جریان مقیَّد تعریف شده‌اند. چگالی بار ماکروسکوپیک مقید ρb و چگالی جریان مقید Jb در شرایط استفاده از قطبش و مغناطش تعریف شده:
{\displaystyle \rho _{b}=-\nabla \cdot \mathbf {P} ,}
{\displaystyle \mathbf {J} _{b}=\nabla \times \mathbf {M} +{\frac {\partial \mathbf {P} }{\partial t}}.}
اگر بار آزاد، مقید، و کل بار و چگالی جریان را تعریف کنیم
{\displaystyle \rho =\rho _{b}+\rho _{f},\ }
{\displaystyle \mathbf {J} =\mathbf {J} _{b}+\mathbf {J} _{f},}
و با استفاده از روابط معینی برای حذف D و H معادلات ماکروسکوپیک ماکسول تبدیل به معادلات میکروسکوپی می‌شود.

## روابط ساختاری
به منظور اعمال معادلات ماکروسکوپی ماکسول، مشخص کردن روابط میان جابجایی میدان D و E میدان الکتریکی، و همچنین به عنوان میدان مغناطیسی H و B لازم است. همچنین، ما باید وابستگی قطبش P (افزایش شار محدود) و M خاصیت مغناطیسی (افزایش جریان محدود) در اعمال میدان الکتریکی و مغناطیسی را تعیین کنیم. معادلات تعیین شده به این روش، روابط ساختاری نامیده می‌شوند. در دنیای واقعی مواد، روابط ساختاری به ندرت ساده هستند، به جز در حدود، و معمولاً آنهایی که از طریق آزمایش تعیین شده‌است. برای توضیحات کاملتر مقاله اصلی را ببینید.
اشکال ماکروسکوپی معادلات ماکسول برای مواد مختلف در زیر ارائه شده‌است. در هر صورت، قانون فارادی از القاء و قانون گاوس برای مغناطیس همیشه یکسان است.

## مواد بدون قطبش و خاصیت مغناطیسی (خلاء)
روابط ساختاری عبارتند از :
برای مقادیر ثابت و چون هیچ بار مقیدی وجود ندارد بار کل آزاد و جریان با هم برابرند
قانون گاوس تبدیل می‌شود به :
قانون مداری آمپر تبدیل می‌شود به :
یک بخش کلیدی از محتوای فیزیکی معادله ماکسول این است که خلاء (به عنوان مثال در فضای بین ستاره‌ای ، و در داخل خود اتم‌ها یافت می‌شود) ساده‌ترین ارتباطات خطی سازنده دارد. در بازرسی نزدیکتر این سادگی به ساختار متریک فضا بستگی دارد. در واقع، در 4 بعدی فرمول نسبیت، رابطه ساختاری از خلاء فضای متریک فضا-خلا لورنتز از زمان تا مقیاس مشخص می‌کند. (یعنی هندسه فضا زمان همشکل) یا به‌طور برابر، مخروط‌های نور.

## مواد غیرخطی
در مورد مواد غیر خطی (برای مثال به اپتیک غیر خطی نگاه کنید)، D و P به E الزاماً مرتبط نیست، به‌طور مشابه B الزاماً مرتبط نیست با H یا M. به‌طور کلی یک رابطه وجود دارد D = D (E، B، X، T) و
H = H (E، B، X، T) که پاسخ مواد فیزیکی را توصیف می‌کند. برای یک شرح کامل نیز باید چگونگی رفتار جریان و چگالی بار در شرایط استفاده از E و B توصیف شود که احتمالاً با دیگر مقادیر فیزیکی مانند جرم، چگالی، فشار و سرعت حمل ذرات بار همراه تزویج شده‌است.
فرمول‌های متغیر